# Német fürjészeb
A német fürjészeb egy 1900-as évek elején kitenyésztett vadászkutya-fajta. Őseit a fürj hálós vadászatára használták, innen ered a fajta elnevezése. A vadmegálló ősökkel rendelkező fajta a tudatos tenyésztés eredményeként az 1930-as évektől fokozatosan alakult át a mai kajtatóebbé. A fajtát elsősorban erdei és vízi vadászatra alkalmazzák, ma is kizárólag vadászati célra tenyésztik vadászok, vadászoknak.

## Megjelenése
Összességében a jóval ismertebb spánielekre emlékeztető kutyafajta. Marmagassága kanoknál 48-54, szukáknál 45–52 cm. Testtömege 18-25 kg mérettől és alkattól függően. Közepes fejű, barna orrtükrű, sötétbarna szemű, hosszú fülű kutya. Téglalap alakú törzse van, mély mellkassal, feszes háttal. Erős csontozatú, a végtagjai párhuzamosak és egyenesek. Fényes, hullámos szőrzettel rendelkezik, a hullámosság mértéke eltérő lehet. A szőrzet színét tekintve változatos megjelenésű, de alapvetően két színváltozata van:
• Egyszínű barna és ritkábban vörös színű, gyakran fehér, vagy deres foltokkal a mellkason, vagy a lábakon.
• Barna spriccelt ritkábban vörös spriccelt* (braun-, rothschimmel), ahol a barna vagy vörös alapszín sűrűn kevert fehér szőrrel. A fej gyakran egyszínű, barna vagy vörös, valamint lehetnek egyszínű foltok, vagy nyereg az egész háton. Ehhez a színváltozathoz tartozik még a tarka változat is, ahol a fehér az alapszín, nagy barna vagy vörös foltokkal, valamint a tigris mintázat, ahol a fehér alapszín foltokban barna, vagy vörös spriccelt és pettyezett. Az egyes színváltozatok egy almon belül is keveredhetnek. Mindkét színváltozatban vörös jegyek lehetnek a szemek felett, a pofán, a lábakon és a faron.

## Egyéb tulajdonságai
- FCI száma 104
- Eredeti neve Deutscher Wachterhund

Ennek a 10-14 évig élő kutyának 5-6 kölyke van az alomban. A német fürjészeb aktív és sokoldalú, könnyen tanul. Eredetileg vadászatra tenyésztették és ma is csak ilyen célra használják.
A fürjészeb anyaországában (Németországban) sem tartozik az általánosan ismert fajták közé, egyedszáma viszonylag kicsi. Kiváló orrú és idegrendszerű, gazdájához erősen kötődő, könnyen kezelhető kutya, hatalmas vadászszenvedéllyel. Tenyésztésében a mai napig legfontosabb értékmérő a vadászati teljesítmény, küllemi célú tenyésztése nincs, e miatt kiállításokon, kutyabemutatókon ritkán találkozhatunk vele. Tartása csak olyanoknak javasolt, akik eredeti céljára, vadászatra kívánják használni. Ilyen ember kezében kiváló munkakutya és igazi családi kedvenc lehet egy személyben.